# 손변
손변(孫抃, ?~1251년 5월 28일(음력 5월 7일))은 고려 후기의 문신이다. 본관은 부평이며, 처음 이름은 손습경(孫襲卿)이다.

## 생애
1212년(강종 원년) 6월에 과거에 급제했다. 그 후 천안부(天安府) 판관(判官)으로 있으면서 좋은 평가를 받아 관직의 순서를 뛰어넘어 공역서(供譯署) 승(丞)이 되었다.
고종 때 여러 차례 승진해 예부시랑(禮部侍郎)에 올랐다가 부당한 이유로 섬으로 유배되었으나, 곧 경상도 안찰부사(按察副使)로 복직했다. 이 때 부모의 유산(遺産)으로 남매간의 송사(訟事)를 맡게 되었는데, 이를 재치 있게 판결한 일화를 남겼다.
1226년(고종 13년) 우가하가 군사에게 몽고족의 복장을 하고 의주와 정주(靜州)로 침입하자 판관 예부원외랑(判官 禮部員外郞)으로서 김희제와 송국첨 등과 함께 석성을 토벌했다.
1236년(고종 23년)에는 판소부감사(判小府監事)로서 서북면 지병마사(知兵馬事)가 되었다.
1242년(고종 29년)에는 판합문사 삼사사 동궁시독사(判閤門事 三司使 東宮侍讀事)가 되었다.
1243년(고종 30년)에는 순문사(巡問使)가 되어 전라도에 파견되었다.
1248년(고종 35년)에는 추밀원사(樞密院使)가 되어 환공숙과 함께 몽골로 파견되었다.
1251년(고종 38년)에 수사공 좌복야(守司空 左僕射)로 있었으며, 5월 28일(음력 5월 7일)에 사망했다.
아내의 가계가 왕실의 서족(庶族)이었기 때문에 청요직에는 임명되지 못했으나, 자신은 이를 개의치 않았다.

## 작품
김희제의 시에 화답한 것이 《고려사》에 남아있으며, 1242년에는 〈김중귀 묘지명〉을 지었다.

## 전기 자료
- 《고려사》 권102, 〈열전〉15, 손변

## 참고 자료
- 《고려사》
- 〈김중귀 묘지명〉(김용선 엮음, 《역주 고려 묘지명 집성 (상)》(개정중판), 한림대학교출판부, 2012)

## 같이 보기
- 김한충: 그의 아내가 궁첩(宮妾)의 딸이라는 까닭으로 대성(臺省)에 진출하지 못함.